# The Criminal Mind
The Criminal Mind (Originaltitel: The Criminal Mind) ist ein US-amerikanischer Thriller des Regisseurs Joseph Vittorie aus dem Jahr 1992.

## Handlung
Nach Abschluss des Jurastudiums scheint der berufliche Aufstieg von Nicki August bei der Staatsanwaltschaft vorprogrammiert. Er lebt ein glückliches Leben. Doch plötzlich begegnet er seinem älteren Bruder Carlo wieder. Die Wiedersehensfreude ist groß und Nicki beschließt einige Tage bei Carlo zu bleiben. Bald merkt Nicki, dass Carlo des Öfteren Anfälle von Wutausbrüchen hat, seine hübsche Freunde Gabrielle des Öfteren prügelt und selbst den alten Manny terrorisiert. Immer mehr gerät Nicki in die Welt eines Kriminellen. Eines Tages machen sie einen Ausflug in die Wüste, wo sich Carlo mit asiatischen Geschäftsleuten trifft. Er wird Zeuge eines schrecklichen Mordes, begangen von seinem eigenen Bruder Carlo. Nicki flüchtet mit Gabrielle durch die Wüste. Bald werden sie von asiatischen Gangstern verfolgt und es kommt zur Schießerei. Zum Schluss opfert sich Carlo für seinen Bruder, den er immer noch sehr liebt.

## Kritik
„Konfuse, blutige Familiensaga, die in ihrer Kriminalgeschichte jede Logik vermissen läßt.“

„‚GoodFellas‘ für Arme bietet dieser Gangsterthriller, der sich zwar nicht mit Martin Scorseses Meisterwerk messen lassen kann, dennoch wird mit niedrigem Budget solide Krimiunterhaltung geboten. Lance Henriksen (‚Aliens – Die Rückkehr‘) läßt in einem Cameoauftritt alle Hauptdarsteller alt aussehen. Obwohl es Gangsterfilme beim deutschen Publikum standesgemäß schwer haben, dürfte sich das streckenweise verwirrende Spannungswerk durchsetzen.“